# Никополи (дем Превеза)
Вижте пояснителната страница за други значения на Никополи.
Никополи (на гръцки: Νικόπολη, Никополи, катаревуса: Νικόπολις, Никополис) е античен град в южен Епир, намиращ се на 6 км северно от Превеза.

## История
Основан е от Октавиан Август в знак на възпоменание за победата му над Марк Антоний в битката при Акциум. Градът е основан на мястото, където се е намирал лагерът на войската на Август, а на хълма над града, където е била разположена императорската шатра, е построен храм на Нептун.
След победата в битката Октавиан учредява провеждането на военни състезания на това място. Постепенно Никопол става голям град управляван по автономен модел подобно на древногръцките полиси. По времето на император Юлиан Апостат, Никопол е вече в развалини, след което е опустошен от готите. Юстиниан I възстановява града, но през Средновековието той упада и изчезва от картата. Днес са се съхранили развалини от града - акведукти, театри и други останки.